# 玛格丽特·穆尔南
玛格丽特·穆尔南（1959年1月23日—）是一位爱尔兰物理学家，科羅拉多大學博爾德分校教授。2000年获麦克阿瑟奖，2003年当选美國科學促進會会员，2004年当选美国国家科学院院士，2010年获美国光学学会颁发的R·W·伍德奖，2021年获富兰克林研究所颁发的本杰明·富兰克林奖章。